# Isela Costantini
Isela Angêlica Costantini (São Paulo, 12 de agosto de 1971) es una comunicadora social y ejecutiva brasileña de origen argentino, presidió Aerolíneas Argentinas desde enero hasta diciembre de 2016.

## Biografía
Costantini nació el 12 de agosto de 1971 en São Paulo, Brasil. Es licenciada en Comunicación Social por la Pontifícia Universidade Católica do Paraná, en Curitiba, estado de Paraná, Brasil. Complementó sus estudios con una maestría en administración en la Universidad de Loyola de Chicago, en Estados Unidos, con especialización en mercadotecnia

### General Motors
Comenzó su carrera en General Motors de Brasil en 1998, en el área de mercadotecnia y ventas, mercadotecnia estratégica, pronóstico de ventas y gerente de marca. En 2002 fue transferida a la planta de pickup en Arlington, Texas como Gerente de Planta de Chasis. Regresó a GM Brasil para desempeñarse como Gerente de Programas y trabajó en área de Investigaciones de Mercado, fue ejecutiva de Investigación de Mercado y Planeamiento de Producto. fue  directora regional de post-venta y servicio al cliente en GM Sudamérica y presidente y directora ejecutiva de General Motors Argentina, Uruguay y Paraguay, Costantini también lidera la Asociación de Fabricantes de Automotores (ADEFA) y en noviembre de 2015 fue elegida como la CEO del año.

### Aerolíneas Argentinas
Con la llegada de Mauricio Macri a la Presidencia de la Nación Argentina, Isela Costantini fue designada como presidenta de Aerolíneas Argentinas, reemplazando a Mariano Recalde, pero no asumió el cargo hasta enero de 2016. Mientras tanto el presidente de la aerolínea de bandera fue Manuel Álvarez Trongé.
El 14 de enero de 2016, Aerolíneas Argentinas, a través de Costantini, rescindió un convenio con la aerolínea regional Sol Líneas Aéreas, llevándola a un estado de inviabilidad financiera. La aerolínea regional se declaró en quiebra al día siguiente, provocando en consecuencia el cese de actividades, dejando a pasajeros varados, a casi 300 personas sin empleo y pequeñas ciudades del país sin conexión aérea. Medios de Uruguay reportaron que algunos aviones de Sol fueron llevados al Aeropuerto Internacional de Punta del Este. El gobernador de Santa Fe, Miguel Lifschitz, declaró que el cierre de Sol es «lamentable» y «una gran pérdida para la región».
El 26 de octubre de 2016 Constantini firmó la condonación de la deuda que MacAir Jet, aerolínea propiedad en ese entonces del Grupo Macri, mantenía con la empresa estatal por casi medio millón de pesos. Ella expresó: «Teniendo en cuenta la carencia de antecedentes disponibles para perseguir el cobro del Crédito (...) esta Gerencia opina que la deuda es incobrable». El 23 de junio de 2017 el juez Torres allanó Aerolíneas Argentinas y MacAir para investigar un presunto delito por la condonación de deuda que la empresa del Grupo Macri tenía con Aerolíneas Argentinas por el uso de sus hangares.
Costantini renunció al cargo de presidente de la aerolínea de bandera en diciembre de 2016, aludiendo "motivos personales", siendo la primera baja del equipo de Mauricio Macri como presidente. Tras su renuncia, fue reemplazada por el número uno de Intercargo, Mario Agustín Dell'Acqua. A fines de mayo de 2017, en una entrevista al canal de televisión La Nación + confesó que fue echada por el ministro de transporte Guillermo Dietrich.

## Reconocimientos
En 2018 fue galardonada con un Premio Konex - Diploma al Mérito otorgado por la Fundación Konex por su trayectoria como Ejecutiva de la Industria en la última década en Argentina.
Es autora del libro Un Líder En Vos: Gestión del Liderazgo y Motivación.